# Tota pulchra es Maria

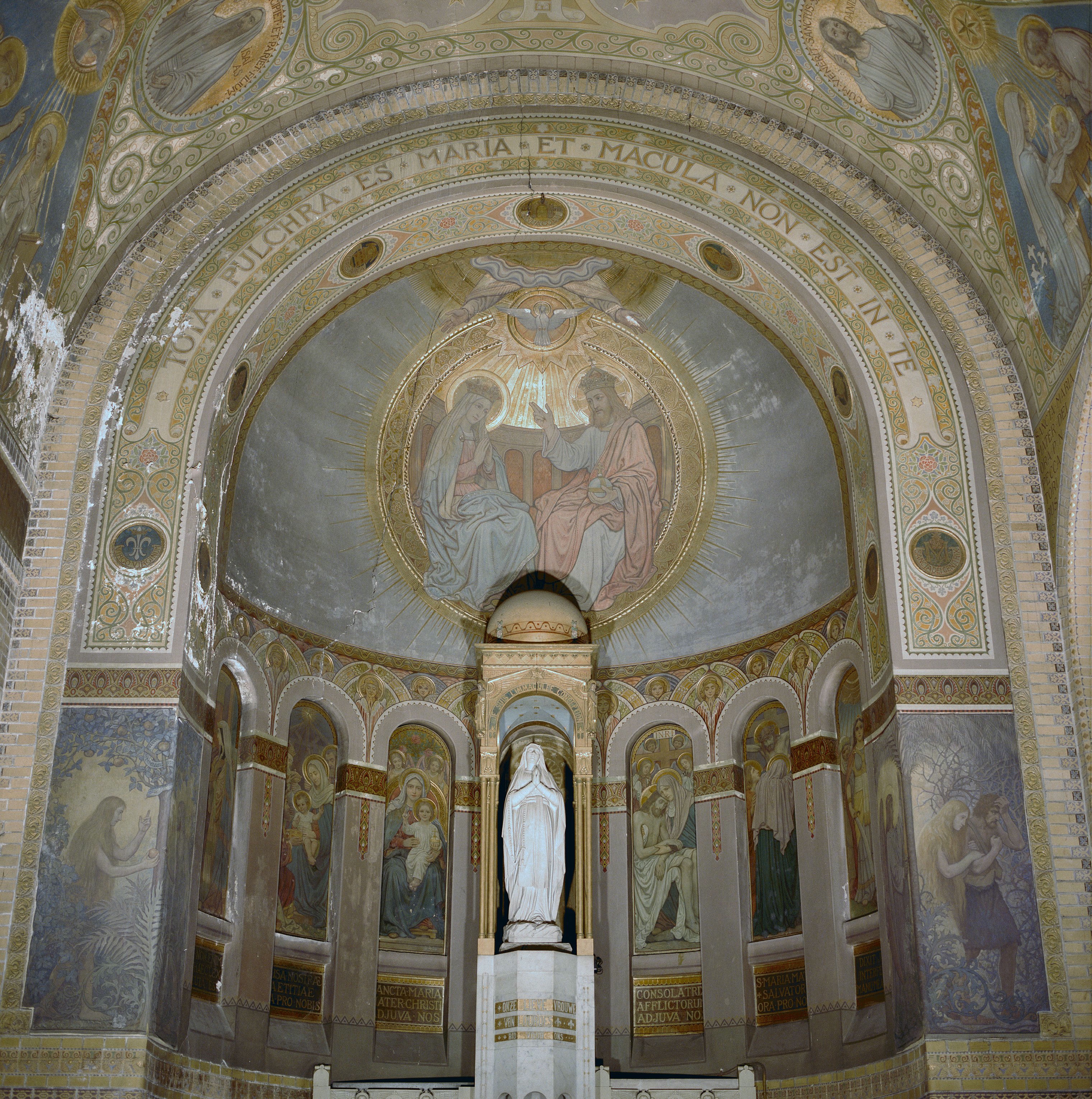
Tota pulchra es in der Apsis der Kathedrale von Rotterdam (Aufnahme 1986)

Tota pulchra es Maria ist ein altes christliches Gebet, das seit dem vierten Jahrhundert  nachgewiesen ist. Es ist aus Versen des Alten Testamentes zusammengesetzt, die auf Maria bzw. ihre unbefleckte Empfängnis gedeutet werden. Die Anfangszeile, nach der das Gebet benannt ist, stammt aus dem Hohelied in der Version der Vulgata: Tota pulchra es, amica mea, et macula non est in te. (Hld 4,7 ) Die Zeile Vestimentum tuum … verweist auf das Matthäusevangelium (Mt 17,2  bzw. Mt 28,3 ). Der letzte Vers ist dem biblischen Buch Judit entnommen (Jdt 15,9 ).
Bereits Ephräm der Syrer wandte in den Carmina Nisibena den Vers Hohelied 4,7 auf die Sündenlosigkeit Marias an: Du allein [Christus] und deine Mutter sind über alles schön, keine Makel ist, o Herr, an dir, kein Fehl an deiner Mutter. Das Wort originalis, welches den Bezug zur Erbsünde (peccatum originale) herstellt, wurde von dem Franziskanertheologen Johannes Duns Scotus eingefügt. Seit dem 14. Jahrhundert ist das Gebet in seiner heutigen Fassung verbreitet.
Liturgisch werden die einzelnen Verse als Alleluia-Ruf vor dem Evangelium bei der Messfeier und als Antiphonen bei der Vesper zum Fest Maria Empfängnis (8. Dezember) verwendet.

## Text
Originaltext

Tota pulchra es, Maria

et macula originalis

non est in te.

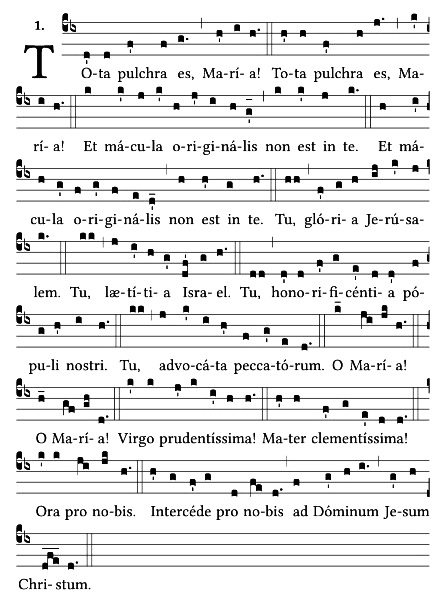
Tota pulchra es, gregorianisch

Vestimentum tuum candidum quasi nix,

et facies tua sicut sol.

Tota pulchra es, Maria,

et macula originalis

non est in te.

Tu gloria Hierusalem,

tu laetitia Israel,

tu honorificentia populi nostri.

Tota pulchra es, Maria.

(Tu advocata peccatorum, o Maria,

virgo prudentissima,

mater clementissima,

ora pro nobis, intercede pro nobis

ad Dominum Jesum Christum.)
Übersetzung

Ganz schön bist du, Maria,

und ein Flecken der Erbschuld

ist nicht an dir.

Dein Gewand ist hell wie Schnee

und dein Antlitz wie die Sonne.

Ganz schön bist du, Maria,

und ein Flecken der Erbschuld

ist nicht an dir.

Du bist der Ruhm Jerusalems,

du die Freude Israels,

du die Ehre unseres Volkes.

Ganz schön bist du, Maria.

(Du Fürsprecherin der Sünder.

Maria, du klügste der Jungfrauen,

du mildeste der Mütter,

bitte für uns, tritt ein für uns

bei unserm Herrn Jesus Christus.)

## Musikalische Umsetzung
Aus dem gregorianischen Repertoire sind im Liber Usualis ein Alleluia und die Antiphonen zur Vesper des Hochfestes der ohne Erbsünde empfangenen Jungfrau und Gottesmutter Maria im ersten Ton überliefert.
Das Gebet erfuhr zahlreiche Vertonungen, zum Beispiel von Guillaume Du Fay (15. Jahrhundert), Francisco Guerrero (16. Jahrhundert), Grzegorz Gerwazy Gorczycki (1694), Robert Schumann (in: Missa sacra op. 147, 1852/53), Ernest Chausson (19. Jahrhundert) sowie Maurice Duruflé (in: Quatre Motets sur des Thèmes Grégoriens op. 10 für Chor a cappella, 1960) und Pablo Casals (20. Jahrhundert).
Häufig aufgeführt wird die Motette von Anton Bruckner in phrygischer Tonart (WAB 46).